# Келехсаев, Владимир Степанович
Келехса́ев Владимир Степанович (осет. Челӕхсаты Степаны фырт Владимир; 15 апреля 1968, Цхинвал, СССР) — юго-осетинский государственный и партийный деятель. Лидер партии «Единство народа». Депутат Парламента Республики Южная Осетия. С 2012 по 2017 год — глава администрации Дзауского района Республики Южная Осетия.

## Краткая биография
Родился 15 апреля 1968 года в городе Цхинвал.
С 1983 по 1987 год учился в Художественном училище имени Махарбека Туганова.
Проходил службу в пограничных войсках на территории Армянской ССР (1978—1989).
С 1989 по 1993 год принимал активное участие в грузинско-южноосетинской войне на стороне Республики Южная Осетия и Республики Абхазия, а также участвовал в боевых действиях против ингушских банд на территории Республики Северная Осетия — Алания.
До 1994 года занимал должность командира разведывательного взвода батальона МС от РСО-Алания.
Келехсаев Владимир Степанович является одним из основателей первого пограничного отряда МЧС и обороны РЮО, которыми командовал с 1994 по 1995 год.
1995—1997 — командир батальона спецназа МО РЮО.
1997—2007 годы — Первый заместитель начальника Государственного таможенного управления РЮО.
Владимир Келехсаев избирался депутатом парламента Республики Южная Осетия второго и третьего созывов.
С 2004 по 2008 год командовал 6-й ротой 6-го стрелкового батальона Министерства обороны ЮО.
В 2011 Владимир Степанович баллотировался на пост президента Южной Осетии.
С 2012 по 2017 годы занимал должность Главы администрации Дзауского района Южной Осетии. В период деятельности на занимаемой должности была восстановлена инфраструктура района, электроснабжение, проведены дороги в дальние села, восстановлены мосты, построены детские и спортивные площадки.
Награждён медалью «Защитник Отечества», медалью «За боевые заслуги», указом президента Республики Абхазия награждён медалью «За отвагу», медалью «10 лет пограничной службы КГБ ЮОР», медалью «25 лет Республики Южная Осетия».
Является подполковником запаса.
В настоящее время депутат Парламента Республики Южная Осетия 6-го созыва.
Женат, воспитывает троих детей.